# Красивомох Річардсона
Красивомох Річардсона (Calliergon richardsonii) — вид мохів порядку гіпнобрієвих (Hypnales).

## Поширення
Ареал охоплює такі частини світу: Європа, Північна Америка, Азія, Нова Зеландія.
Населяє вологі, ± багаті мінералами та поживними речовинами болота, канави, береги, плавучі чи занурені в озера; від низьких до високих висот.

## Характеристика
Рослини від середніх до великих, коричневі, жовті або іноді зелені. Стебла регулярно радіально перисті. Стеблові листки округло-яйцеподібні, широко-округло-яйцеподібні або округло-яйцювато-серцеподібні. Вид автоіктичний. Спори 17–31 мкм.